# Октябрьский (Кущёвский район)
Октя́брьский — посёлок в Кущёвском районе Краснодарского края.
Входит в состав Первомайского сельского поселения.

## Население
| 2002 | 2010 |
| ---- | ---- |
| 276  | ↘265 |

## Улицы
- ул. Весёлая,
- ул. Механизаторов,
- ул. Южная.